# 궁궁이
궁궁이는 산형과에 속하는 여러해살이풀로 중국이 원산이며 산궁궁이, 천궁(川芎)이라고도 한다.
높이는 30~60cm 정도이고, 8월경에 흰색 꽃이 피며, 풀 전체에서 특이한 향기가 난다. 한방에서는 뿌리를 부인병, 진정제, 특히 두통의 치료약으로 사용한다. 어린순은 나물로 먹기도 한다.
천궁은  재배되는 품종으로 구별되는 궁궁이를 가리키기도 한다.
한시(漢詩)에서 간혹 왕손초(王孫草)로 언급하는 경우가 있다. 이때에는 멀리 떠난 사람에 대한 그리움과 관련해서 표현할 때 쓰는 단어이다.

미무(蘼蕪)는 궁궁이의 싹을 일컸는다.